# Препото
Препо̀то (на италиански: Prepotto; на фриулски: Prapòt, Прапот, на словенски: Prapotno, Прапотно) е село и община в Северна Италия, провинция Удине, автономен регион Фриули-Венеция Джулия. Разположено е на 105 m надморска височина. Населението на общината е 829 души (към 2010 г.).
В общинската територия се говорят и словенският и фриулският език и имат официален статус.